# Stop and Stare
Stop and Stare è un singolo del gruppo musicale statunitense OneRepublic, pubblicato il 27 novembre 2007 come secondo estratto dal primo album in studio Dreaming Out Loud.

## Descrizione
La canzone è stata scritta da Ryan Tedder, Zach Filkins, Andrew Brown, Eddie Fisher e Tim Myers. Il singolo è stato in seguito pubblicato in Europa dove ha ottenuto un ottimo riscontro di pubblico; è anche la canzone che viene suonata quando appaiono in un episodio della settima stagione di Smallville.
Nel 2009 la cantante italiana Jessica Brando esegue una cover del brano, che viene inclusa nel suo EP di debutto.

## Video musicale
Il video per la canzone è stato diretto da Anthony Mandler ed è stato trasmesso per la prima volta da Total Request Live su MTV il 28 gennaio 2008. Nel video vengono mostrate diverse versioni di Tedder (mentre suona con la band, mentre cammina incappucciato per le strade della città e mentre assiste da solo a un funerale). Il video è stato girato nel deserto di Palmdale in California in una stazione/motel.

## Tracce
CD singolo (Regno Unito)
1. "Stop and Stare" - 3:43
2. "Hearing Voices" - 3:55

CD singolo (Australia)
1. "Stop and Stare" - 3:43
2. "Something's Not Right Here" - 3:02

Download digitale
1. "Stop and Stare" - 3:43
2. "Last Goodbye (Stripped Live Mix) - 4:31
3. "Too Easy" - 3:15

## Classifiche
| Classifica (2007/08)    | Posizione massima |
| ----------------------- | ----------------- |
| Australia               | 11                |
| Austria                 | 18                |
| Brasile                 | 48                |
| Canada                  | 16                |
| Danimarca               | 18                |
| Europa                  | 8                 |
| Francia                 | 29                |
| Germania                | 6                 |
| Irlanda                 | 5                 |
| Israele                 | 9                 |
| Italia                  | 13                |
| Messico                 | 5                 |
| Nuova Zelanda           | 11                |
| Polonia                 | 1                 |
| Portogallo              | 37                |
| Regno Unito             | 4                 |
| Repubblica Ceca         | 5                 |
| Singapore               | 3                 |
| Slovacchia              | 30                |
| Slovenia                | 1                 |
| Spagna                  | 8                 |
| Stati Uniti             | 12                |
| Stati Uniti (Pop)       | 9                 |
| Stati Uniti (Hot Adult) | 16                |
| Stati Uniti (Digitale)  | 7                 |
| Stati Uniti (Radio)     | 9                 |
| Stati Uniti (Top 40)    | 10                |
| Svezia                  | 10                |
| Svizzera                | 19                |
| Turchia                 | 13                |
| Vietnam                 | 6                 |